# Technomyrmex pallipes
Technomyrmex pallipes é uma espécie de formiga do gênero Technomyrmex.